# Bakhounou

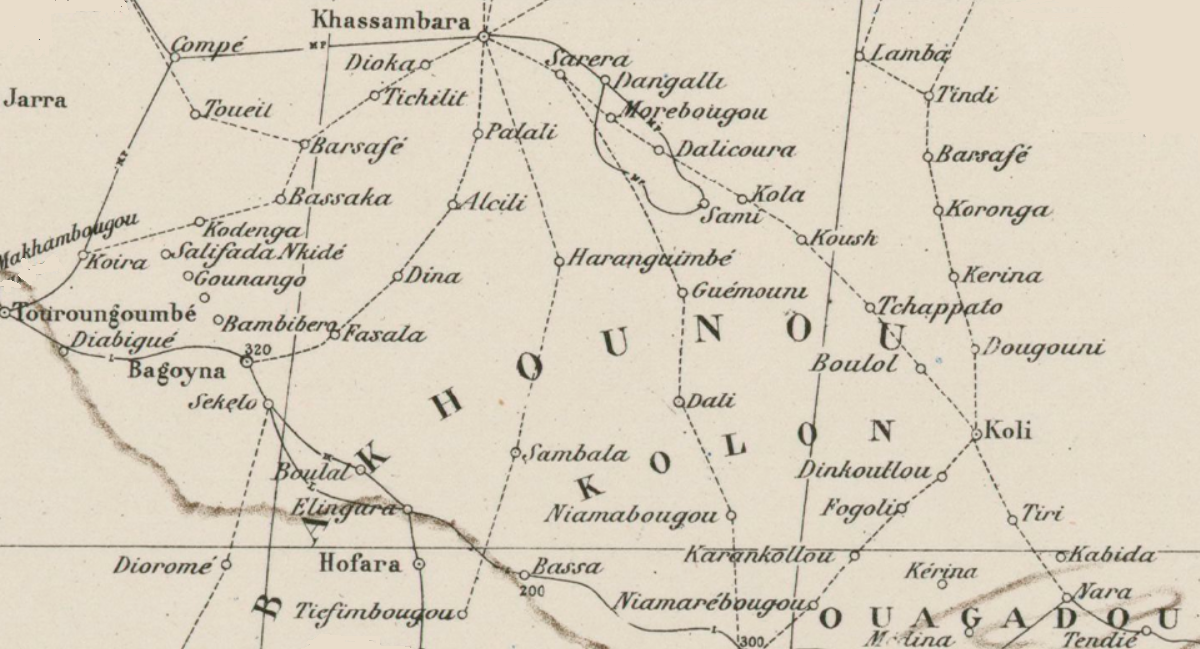
Carte du Bakhounou.

Le Bakhounou (ou Bakounou) est une province soninké du Mali. Elle est située dans la région de Nara dans l'actuel Mali.

## Histoire
Les peuls s'installent dans le Bakhounou au XVe et XVIe siècles.
En 1512, Askia Mohamed achève la pacification de la région du Bakhounou, tenue par les Peuls de Tenguella – père de Koli Tenguella –, qui est tué.